# Secrets of the Lost Satellite
Secrets of the Lost Satellite è il primo album in studio del cantautore statunitense Ken Andrews, pubblicato il 13 marzo 2007 dalla Dinosaur Fight Records.

## Descrizione
Nonostante sia formalmente il primo album solista di Andrews, è stato anticipato da due album solisti pubblicati sotto il nome di On, Shifting Skin (2000) e Make Believe (2002). Rispetto a questi ultimi due, con cui condivide l'utilizzo dell'elettronica ma ne perde le sfumature pop, con Secrets of the Lost Satellite Andrews torna alle sonorità proposte con i suoi gruppi precedenti, Failure e Year of the Rabbit; da quest'ultimo progetto parallelo è tratta la prima versione di In Your Way. Il critico musicale Piero Scaruffi ha definito Secrets of the Lost Satellite come il punto più alto della discografia di Andrews, grazie allo spiccato lirismo e al suo «fondere con successo tutti i più disparati filoni musicali, dal grunge dei Nirvana al synth pop».
Si tratta anche del primo disco dopo diversi di autoproduzione dove il cantautore è stato seguito da un produttore discografico esterno. In particolare, l'idea iniziale era quella di un album completamente autoprodotto come i precedenti, caratterizzato da un utilizzo massiccio dell'elettronica, fino a che ad Andrews venne l'idea di inviare una prima demo di quella che sarebbe diventata Write Your Story al produttore Jordon Zadorozny, curioso di una sua revisione del brano. Il risultato colpì Andrews tanto da deciderlo a realizzare l'intero disco in questa maniera, con la coproduzione di Zadorozny e di Justin Meldal-Johnsen. Determinante è stata l'idea di quest'ultimo di invitare la live band di Beck a jammare sulle tracce di Andrews, operazione che ha cambiato radicalmente le sonorità del disco, improntandolo più sul rock.
L'artwork del disco, in linea con il titolo, è composto da immagini delle linee di Nazca sovrapposte da una serie di dati satellitari.

## Promozione
Per la promozione di Secrets of the Lost Satellite sono stati estratti come singoli Up or Down, diffuso radiofonicamente, e Secret Things, che include nella sua edizione fisica dei remix realizzati da dei seguaci del cantautore. In concomitanza all'imminente uscita del disco, Andrews si è imbarcato in una tournée con i First Wave Hello, occasione dove in scaletta erano presenti anche dei brani tratti dalla discografia di Failure, On e Year of the Rabbit, da cui è stato tratto l'album dal vivo Live: Secrets of the Lost Satellite Tour Spring 2007.

## Tracce
Testi e musiche di Ken Andrews, eccetto dove indicato.
1. Allergic – 5:10
2. Up or Down – 3:08
3. In Your Way – 4:05
4. Secret Things – 3:11
5. Write Your Story – 4:29 (Ken Andrews, Jordon Zadorozny)
6. Perfect Days – 4:43
7. What Its Like – 4:36
8. Does Anybody Know – 3:53
9. Tripped Up – 3:31
10. The 23rd Boy – 3:44
11. Without – 4:50

## Formazione
Hanno partecipato alle registrazioni, secondo le note di copertina:
Musicisti
- Ken Andrews – voce, chitarra (eccetto tracce 5 e 11), basso (tracce 2, 3, 9 e 10), sintetizzatore (tracce 2 e 9), sintetizzatore basso (tracce 4 e 7), programmazione (tracce 5, 7, 10 e 11), mellotron (tracce 5 e 11)
- Brian Lebarton – pianoforte (tracce 1, 2 e 7), sintetizzatore (eccetto tracce 3 e 6), armonium (traccia 6)
- Matt Mahaffey – chitarra (tracce 1 e 6), sintetizzatore (tracce 5-7 e 9), percussioni e cori (traccia 11)
- Matt Sherrod – batteria (eccetto tracce 1-3), percussioni (traccia 11)
- Justin Stanley – chitarra (tracce 1 e 5), basso (traccia 4), vibrafono (traccia 6), sintetizzatore (tracce 7, 9 e 10), ebow (traccia 11)
- Jordon Zadorozny – batteria (traccia 1), basso (tracce 1, 5 e 6), chitarra (tracce 5 e 10), chitarra acustica (traccia 5), sintetizzatore (traccia 5)
- Justin Meldal-Johnsen – chitarra (traccia 5), basso (tracce 6 e 8)
- Fernando Sanchez – batteria (traccia 2)
- Tim Dow – batteria (traccia 3)
- Jeff Garber – chitarra (traccia 3)

Produzione
- Ken Andrews – produzione, missaggio, ingeneria del suono
- Justin Meldal-Johnsen – coproduzione
- Jordon Zadorozny – coproduzione, ingegneria del suono aggiuntiva
- Mitch Lerner – ingegneria del suono aggiuntiva
- Sködt McNalty – direzione artistica, grafica
- Aaron Redfield – fotografia
- Erin Russel – fotografia
- Myriam Santos-Kayda – fotografia